# 栲小光壳炱
栲小光壳炱（学名：Asteridiella castanopsis）是属于小煤炱目小煤炱科小光壳炱属的一种真菌，寄生在壳斗科植物上。该种分布于中国。